# Serolis zoiphila
Serolis zoiphila är en kräftdjursart som beskrevs av Eberhard Stechow 1921. Serolis zoiphila ingår i släktet Serolis och familjen Serolidae. Inga underarter finns listade i Catalogue of Life.